# Найкращі часи (пілотний епізод)
«Найкращі часи» (англ. The Best of Times) — телевізійний пілотний епізод 1981 року режисера Дона Мішера, який так і не став серіалом. У ньому відбулися акторські дебюти Ніколаса Кейджа та Кріспіна Гловера.

## Сюжет
Вар'єте про підліткове життя очима восьми підлітків, які виконують скетчі, пісні та танці, що відображають їхні погляди на життя між дитинством і дорослим життям.

## Акторський склад
| Актор            | Роль           |
| ---------------- | -------------- |
| Кріспін Гловер   | Кріспін        |
| Ніколас Коппола  | Ніколас        |
| Джилл Шулен      | Джилл          |
| Джулі Пекарський | Джулі          |
| Кевін Кортес     | Кевін          |
| Ліза Хоуп Росс   | Ліза           |
| Девід Рамбо      | Девід          |
| Джанет Робін     | Джанет         |
| Джекі Мейсон     | містер О'Райлі |